# مايلز جاكوبسون
مايلز جاكوبسون (بالإنجليزية: Miles Jacobson)‏ هو شخصية أعمال بريطاني، ولد في 1971.